# Нежеголёк
Нежеголёк — река в России, протекает по Новооскольскому и Шебекинскому районам Белгородской области. Левый приток реки Нежеголь. Площадь водосборного бассейна — 349 км².

## География
Река берёт начало у хутора Ендовино Новооскольского района. Течёт на юго-запад по открытой местности. Устье реки находится у села Большетроицкое Шебекинского района в 58 км по левому берегу реки Нежеголь. Длина реки Нежеголёк составляет 36 км.
Имеет левый приток — реку Великий Яр.

## Данные водного реестра
По данным государственного водного реестра России относится к Донскому бассейновому округу, водохозяйственный участок реки — Северский Донец от истока до границы РФ с Украиной без бассейнов рек Оскол и Айдар, речной подбассейн реки — Северский Донец (российская часть бассейна). Речной бассейн реки — Дон (российская часть бассейна).